# Die Passion (Fernsehsendung)
Die Passion ist eine an öffentlichen Orten stattfindende RTL-Live-Show auf Vorlage des niederländischen Formats The Passion, welche mit Prominenten als biblische Figuren, Liedern und einen Moderator die Passionsgeschichte erzählt. Die erste Ausgabe fand im April 2022 statt und die zweite Ausgabe im März 2024.

## Beschreibung
Die Besonderheit ist die Transformation der alten Bibelgeschichte, die die letzten Tage von Jesus beschreibt, in die heutige Zeit. Man bedient sich dabei an modernen Liedern, die nur minimal vom Original abweichen. Die Darsteller treten optisch zeitgemäß, im heute typischen Look auf und erleben die alten Geschehnisse wie Menschen des 21. Jahrhunderts. Durch die Show führt ein Moderator.   
In einem Nebenstrang wird ein 6-Meter großes,  beleuchtetes Kreuz durch die jeweilige Stadt geführt. Es wird von einer Reporterin begleitet und von Menschen getragen, die über ihren Weg zu Gott, über ihre Gebete und ihre Dankbarkeit berichten. Der Weg der kleinen Kreuz-Prozession endet zum Ende der Veranstaltung (nach der Verhaftung Jesus) auf dem Platz, auf dem das Live-Event stattfindet. Während des Marsches wird die Show häufiger unterbrochen, um zur Prozession zu schalten.

## Vorlage
Die Passion ist eine Adaption des niederländischen Formats The Passion, das seit 2011 jährlich am Gründonnerstag stattfindet, jedes Mal in einer anderen Stadt der Niederlande. Das Live-Event wird  dort vom Evangelische Omroep und Omroep RKK ausgestrahlt, erreicht seit Jahren ein Millionenpublikum und gehört zu den erfolgreichsten Live-Sendungen im niederländischen TV. Die Idee stammt ursprünglich aus England: In Manchester wurde fünf Jahre vor dem niederländischen Fernsehstart das lokale Musikevent The Manchester Passion 2006 von Andy King-Dabbs realisiert.

## Ausgaben
Die Premiere wurde, nachdem sie aufgrund der COVID-19-Pandemie nicht 2020 umsetzbar war, am 13. April 2022 auf dem Burgplatz in Essen durchgeführt. Eine Fortsetzung war für das Jahr 2023 geplant, wurde aber im Oktober 2022 abgesagt. Am 27. März 2024 fand die Passion in Kassel statt.

## Besetzung
| Rolle           | 2022 | 2024 |
| --------------- | --- | --- |
| Erzähler        | Thomas Gottschalk | Hannes Jaenicke |
| Jesus           | Alexander Klaws | Ben |
| Petrus          | Laith Al-Deen | Timur Ülker |
| Judas           | Mark Keller | Jimi Blue Ochsenknecht |
| Maria           | Ella Endlich | Nadja Benaissa |
| Jünger          | - Samuel Koch - Sarah Koch - Gil Ofarim - Stefan Mross - Anna-Carina Woitschack - Sila Sahin-Radlinger - Thomas Enns - Mareile Höppner - Nicolas Puschmann - Prince Damien | - Stefanie Hertel - Mola Adebisi - Joey Heindle - Vincent Gross - Zsolt Sándor Cseke - Linda Teodosiu - Larissa Marolt - Bella Lesnik - Lisa Küppers - René Casselly     |
| Barabbas        | Martin Semmelrogge | Ralf Richter |
| Pontius Pilatus | Henning Baum | Francis Fulton-Smith |
| Gastauftritte   | - Nelson Müller - Reiner Calmund - Katy Karrenbauer - Wolfgang Bahro - Ingolf Lück - Rebecca Siemoneit-Barum - Tanja Szewczenko                                            | - Jenny Elvers - Janique Johnson - Jana Azizi - Wolfram Kons - Cornelius Strittmatter - Leopold Lanner - Mario Kotaska - Reiner Calmund - Ulrich Wetzel - Malika Dzumaev |

## Lieder

### 2022
| Titel                           | Originalinterpret | Gesungen von              |
| ------------------------------- | ----------------- | ------------------------- |
| Auf uns                         | Andreas Bourani   | Jesus und Jünger          |
| Wie schön du bist               | Sarah Connor      | Maria                     |
| Durch den Monsun                | Tokio Hotel       | Judas                     |
| Horizont                        | Udo Lindenberg    | Jesus                     |
| Immer wieder geht die Sonne auf | Udo Jürgens       | Maria                     |
| Symphonie                       | Silbermond        | Jesus und Judas           |
| Geboren um zu leben             | Unheilig          | Maria                     |
| Irgendwas bleibt                | Silbermond        | Maria                     |
| Still                           | Jupiter Jones     | Petrus                    |
| Halt dich an mir fest           | Revolverheld      | Jesus                     |
| Ist da jemand                   | Adel Tawil        | Jesus                     |
| Amoi seg’ ma uns wieder         | Andreas Gabalier  | Maria und Jesus           |
| Du erinnerst mich an Liebe      | Ich + Ich         | Jesus und Petrus          |
| Bauch und Kopf                  | Mark Forster      | Pontius Pilatus und Jesus |
| Und wenn ein Lied               | Söhne Mannheims   | Maria                     |

### 2024
| Titel                                                                       | Originalinterpret          | Gesungen von              |
| --------------------------------------------------------------------------- | -------------------------- | ------------------------- |
| Tage wie diese                                                              | Die Toten Hosen            | Jesus und Jünger          |
| Phänomen                                                                    | Helene Fischer             | Maria                     |
| Übermorgen                                                                  | Mark Forster               | Jesus und Petrus          |
| So soll es bleiben                                                          | Ich + Ich                  | Jesus und Jünger          |
| Weil ich dich liebe                                                         | Marius Müller-Westernhagen | Maria                     |
| Nie genug                                                                   | Christina Stürmer          | Judas                     |
| Alles brennt                                                                | Johannes Oerding           | Jesus                     |
| Liebe ohne Leiden                                                           | Udo Jürgens                | Maria                     |
| Out of the Dark                                                             | Falco                      | Judas und Jesus           |
| Wie soll ein Mensch das ertragen                                            | Philipp Poisel             | Maria                     |
| We Don’t Need Another Hero (deutsche Version) Wir woll’n keine neuen Helden | Tina Turner                | Pontius Pilatus und Jesus |
| Kreise                                                                      | Johannes Oerding           | Judas, Jesus und Petrus   |
| Liebe ist alles                                                             | Rosenstolz                 | Maria und Jesus           |
| Wunder gescheh’n                                                            | Nena                       | Maria                     |
| Bedingungslos                                                               | Sarah Connor               | Jesus                     |

## Quoten
Die Passion erreichte im Jahr 2022 eine Gesamt-Reichweite von 3,14 Millionen Zuschauern. Der Marktanteil bei den 14- bis 49-Jährigen lag bei 15,0 Prozent.

2024 lag die Reichweite bei 2,23 Millionen Zuschauern. In der Zielgruppe der 14- bis 49-Jährigen wurden 12,4 Prozent erreicht, bei den 14- bis 59-Jährigen 12,6 Prozent.